# Claude May
Claude May, nom de scène de Rolande Bœuf, est une actrice française, née le 18 juillet 1913 au Raincy (Seine-et-Oise aujourd'hui Seine-Saint-Denis), morte le 3 juillet 2009 à Saint-Jeannet (Alpes-Maritimes).

## Biographie
Claude May, Rolande Marie Renée Bœuf de son nom complet, a notamment joué, au cours des années 1930, dans Ignace, avec Fernandel (1937).
Elle fut élue Miss Palm Beach (Cannes) en 1933.
Elle s'est retirée du métier au milieu des années 1950 et a vécu loin du monde du cinéma.

## Filmographie
- 1932 : Le Martyre de l'obèse de Pierre Chenal
- 1932 : Simone est comme ça de Karl Anton
- 1933 : Un jour viendra de Gerhardt Lamprecht et Serge Veber
- 1933 : Plein aux as de Jacques Houssin
- 1933 : Quelqu'un a tué de Jack Forrester
- 1934 : L'Oncle de Pékin de Jacques Darmont
- 1935 : La Bandera de Julien Duvivier
- 1935 : Et moi, j'te dis qu'elle t'a fait de l'œil de Jack Forrester
- 1935 : Les Mystères de Paris de Félix Gandera
- 1935 : Une nuit de noces de Georges Monca et Maurice Kéroul
- 1935 : Odette de Jacques Houssin
- 1935 : Quelle drôle de gosse de Léo Joannon
- 1935 : Vogue, mon cœur de Jacques Daroy
- 1936 : La guerre des gosses de Jacques Daroy et Eugène Deslaw
- 1936 : Les Pattes de mouches de Jean Grémillon
- 1936 : Prends la route de Jean Boyer et Louis Chavance
- 1936 : Toi, c'est moi de René Guissart : Maricousa
- 1937 : Ignace de Pierre Colombier
- 1937 : Un scandale aux Galeries de René Sti
- 1937 : Le Tigre du Bengale de Richard Eichberg
- 1937 : Prince de mon cœur de Jacques Daniel-Norman
- 1938 : Barnabé de Alexandre Esway
- 1939 : Narcisse de Ayres d’Aguiar
- 1939 : Le Roi des galéjeurs de Fernand Rivers
- 1945 : Master Love de Robert Péguy
- 1950 : Atoll K de Léo Joannon
- 1952 : Son dernier Noël de Jacques Daniel-Norman
- 1952 : Le Témoin de minuit de Dimitri Kirsanoff
- 1955 : Les Aventures de Gil Blas de Santillane de René Jolivet
- 1955 : Don Juan de John Berry

## Théâtre
- 1934 : Tessa, la nymphe au cœur fidèle adaptation Jean Giraudoux d'après Basil Dean et Margaret Kennedy, mise en scène Louis Jouvet, Théâtre de l'Athénée